# Бел Фонтен (Алабама)
Бел Фонтен (енгл. Belle Fontaine) насељено је место без административног статуса у америчкој савезној држави Алабама.

## Демографија
По попису из 2010. године број становника је 608.
| Група             | 2000.    | 2010.       |
| Белци             | 0 (0,0%) | 552 (90,8%) |
| Афроамериканци    | 0 (0,0%) | 10 (1,6%)   |
| Азијати           | 0 (0,0%) | 14 (2,3%)   |
| Хиспаноамериканци | 0 (0,0%) | 22 (3,6%)   |
| Укупно            | 0        | 608         |